# Estructura narrativa
L'estructura de la història o estructura narrativa és la manera reconeixible o comprensible en què s'unifiquen els diferents elements d'una narració, inclòs en un ordre particularment escollit i de vegades referint-se específicament a l'ordenació de la trama: la sèrie narrativa d'esdeveniments, encara que pot variar segons sobre la cultura. En una obra o obra de teatre especialment, això es pot anomenar estructura dramàtica, que es presenta en forma audiovisual. L'estructura de la història pot variar segons la cultura i la ubicació. A continuació es mostra una visió general de les diferents estructures i components de la història que es poden considerar.

## Definició
La història és una seqüència d'esdeveniments, reals o ficticis, que es presenten en prosa, vers o guió, amb l'objectiu de divertir o informar un públic. L'estructura de la història és la manera d'organitzar aquests elements en una seqüència recognoscible, i s'ha demostrat que influeix en la manera com el cervell processa la informació. Les estructures narratives poden variar d'una cultura a una altra i al llarg del temps. De fet, l'estructura d'una història pot evolucionar juntament amb els canvis culturals.

## Variacions

### Estructura de tres actes
L'estructura de tres actes és una estructura comuna en el cinema clàssic i altres formes narratives a Occident o que li són associades.
En va començar a parlar Syd Field a Screenplay: The Foundations of Screenwriting que va popularitzar la forma. Basant-se en la seva recomanació que una obra té un "inici, mig i final", l'estructura s'ha atribuït falsament a Aristòtil, que de fet defensava una estructura en dos actes que consistia en una "complicació" i un "desenllaç" dividit per un peripeteia.
Les seccions són:
El primer acte comença amb el muntatge, on s'introdueixen tots els personatges principals i les seves situacions bàsiques, així com l'escenari. Conté el nivell primari de caracterització d'ambdós (explorant els antecedents i personalitats dels personatges, les relacions entre ells i la dinàmica del món en què viuen). Aquesta configuració sovint s'anomena exposició.
Més tard, en el primer acte, el protagonista experimenta un esdeveniment dinàmic conegut com a incident incitador (o catalitzador). Les seves accions inicials són fer front a aquest esdeveniment i intentar restablir l'ordre. Aquests porten al primer punt argumental, on acaba el primer acte i es planteja una qüestió dramàtica; per exemple, "X desactivarà la bomba?" o "Aconseguiràs la noia?".
El segon acte, o confrontació, es considera que és el gruix de la història. Aquí, el conflicte dels personatges és el més desenvolupat (sobretot entre el protagonista i l'antagonista), així com qualsevol canvi en els valors i la personalitat que un o més personatges puguin patir (conegut com a desenvolupament del personatge o arc de personatge). Això condueix al segon punt argumental, on acaba el segon acte i el protagonista torna al seu món ordinari.
El tercer acte, o resolució, és quan el problema de la història bull, obligant els personatges a enfrontar-s'hi, permetent que tots els elements de la història s'uneixin, donant lloc al clímax, que és la resposta a la pregunta dramàtica, sent de la mà amb la fi del conflicte.

### Kishōtenketsu
Kishōtenketsu és una estructura derivada principalment de narracions clàssiques xineses, coreanes i japoneses.
Kishōtenketsu es divideix en quatre seccions, cadascuna interpretada i utilitzada de manera diferent segons la tradició narrativa de les tres cultures on aquesta estructura és més comuna. La primera secció sol considerar-se una introducció, tot i que cada cultura l’entén d’una manera particular. La segona secció pot referir-se al desenvolupament o a l'inici d'una acció relacionada amb l'autorealització. La tercera se centra en un punt d'inflexió, un canvi de direcció, una inversió o un gir inesperat. Finalment, la quarta secció tracta del desenllaç o la conclusió, sigui com a resultat directe o com una culminació satisfactòria.

## Història
Això cobreix una història solta a tot el món de l'estructura de la història.

### Diàspora europea i europea
Els primers tractats coneguts sobre l'estructura de la història provenen de la Poètica d'Aristòtil. Va advocar per una trama contínua de dos actes: δέσις (desis) i λύσις (lisis), que aproximadament es tradueix en lligament i desenllaç, que no es va centrar en "un sol individu", sinó on els personatges aprenen una lliçó. mitjançant el reforç negatiu. Creia que el cor era la part més important de la història.
Estudiosos posteriors com Horaci a Ars Poetica i Aelius Donatus a Aeli Donati qvod fertvr Commentvm Terenti: Accendvnt Evgravphi Volum 2 van argumentar per un cor de cinc actes. Tampoc especifiquen que cinc actes han de ser per a la història en si, sinó per al cor.
No obstant això, la majoria dels tractats per a l'estructura de la història van sorgir als segles XIX-XX. La primera figura notable va ser Die Technik Des Dramas de Gustav Freytag, que es va publicar el 1863. Va descriure els fonaments bàsics del que més tard es convertiria en la base de les estructures de la història de tres i cinc actes. Va descriure les seccions de la història com Introducció, Pujada, Clímax, Retorn o Caiguda, Catàstrofe.
Alguns teòrics tenien problemes amb les teories de Gustav Freytag i anaven directament en contra seu, com ara The Thirty-Six Dramatic Situations de Georges Polti, en el qual fa tot el possible per esmentar les cultures actuals del francès, el xineso, el jueu, l'anglès i altres que Gustav Freytag va considerar que mai no era prou bo excepte Shakespeare. Polti va defensar múltiples formes i situacions de trames.
Això va continuar al segle XIX quan Selden Lincoln Whitcomb va escriure A Study of a Novel que examina les bases de l'estructura argumental de Silas Mariner, on defensa la línia de l'emoció a la pàgina 39. Argumenta que "L'estructura epistolar general pot estar representada parcialment per un disseny gràfic". Per la qual cosa publica una proposta de disseny per a la senyoreta Burney Evelina a la pàgina 21.
Suposa que les històries poden tenir diferents formes per a aquestes emocions. I això porta a un diagrama que més tard va ser descrit per Joseph Esenwein, qui el va citar directament, però va argumentar que se suposava que el diagrama s'havia d'utilitzar només per a històries curtes. Segueix les recomanacions de Selden Lincoln Whitcomb i diu que les parts són: incident, emoció, crisi, suspens, clímax, desenllaç, conclusió.
Aquest diagrama va ser copiat i explicat un per un per Kenneth Rowe gairebé textualment, a Write That Play de Kenneth Rowe, encara que no es va donar cap crèdit a Joseph Esenwein. L'estructura argumental va ser utilitzada per l'autor Arthur Miller de Death of a Salesman.
Tanmateix, l'encunyació de "Exposition" com a primera part va a l'autor anterior, el reverend JK Brennan, que va escriure el seu assaig "The General Design of Plays for the book 'The Delphian Course'" (1912) per a la Delphian Society. Com a primera part s'utilitzen Exposició, no Introducció ni "Incident".
Això porta a Percy Lubbock que va escriure The Craft of Fiction el 1921. Va argumentar que hi havia massa estructures històries en el període que feien més difícil estudiar acadèmicament i, per tant, va proposar que el conflicte hauria d'estar al centre de totes les històries, utilitzant obres com Guerra i pau de Lev Tolstoi. I també va defensar la mort de l'autor en la seva obra. Va fer un esforç concentrat per mirar el conflicte al centre de les històries.
Escriptors com EM Forster i Virginia Wolf no estaven d'acord amb ell. "Aquest és el meu descobriment principal fins ara; i el fet que l'he estat tant de temps trobant, demostra, crec, com de falsa és la doctrina de Percy Lubbock: que pots fer aquest tipus de coses de manera conscient". el novembre de 1923. Va anar i tornar a l'obra al llarg de la seva vida. i així va escriure alguns fragments sobre els seus propis tractats.
Gertrude Stein també va contribuir més tard a la sensació general de les històries mitjançant la promoció del corrent de consciència i va donar suport a bona part del Modernisme literari i mirant l'escriptura com una mirada a la psicologia.
Això va ser promogut per Lajos Egri, que va defensar l'ús de la psicologia per construir personatges a The Art of Dramatic Writing, publicat el 1946. També examina el caràcter a través de la lent de la fisiologia, la sociologia i la psicologia.
Tanmateix, hi va haver un augment de l'estructuralisme a mitjans i finals del segle XX amb pensadors com Roland Barthes, Vladimir Propp, Joseph Campbell, Northrop Frye que sovint intenten trobar una idea unificadora per a l'estructura de la història i com estudiar-les acadèmicament. Per exemple, Joseph Campbell va intentar trobar una estructura de la història unificant per al mite, Ronald Barthes va argumentar més a favor de la mort de l'autor i Propp va intentar trobar una estructura de la història per als contes populars russos.
A Anatomy of Criticism de Northrop Frye, tracta àmpliament el que ell anomena mites de la primavera, l'estiu, la tardor i l'hivern:
- Els mites de primavera són comèdies, és a dir, històries que porten de situacions dolentes a finals feliços. La nit de Shakespeare és una història així.
- Els mites estiuencs són igualment fantasies utòpiques com el Paradiso de Dante.
- Els mites de tardor són tragèdies que porten de situacions ideals al desastre. Compareu Hamlet, Otel·lo i el rei Lear amb la pel·lícula Legends of the Fall.
- Els mites hivernals són distopies ; per exemple, 1984, de George Orwell, Brave New World d'Aldous Huxley i la novel·la Anthem d'Ayn Rand.

A Frye's Great Code, ofereix dues estructures narratives per a les trames:
- Una estructura en forma d'U, és a dir, una història que comença amb un estat d'equilibri que baixa fins al desastre i després ascendeix a una nova condició estable. Aquesta és la forma d'una comèdia.
- Una estructura en forma d'U invertida, és a dir, una història en què el protagonista puja al protagonisme i baixa al desastre. Aquesta és la forma de la tragèdia.

Lajos Egri s'acredita a l'última edició de Syd Field de The Foundations of a Screenwriting publicada el 1979. El llibre defensava tres actes, no cinc i no tenia cap cim en el diagrama final.
Aquesta idea d'una estructura de la història universal va caure en desgracia amb el postestructuralisme, com Michel Foucault i Jacques Derrida van afirmar que estructures tan profundes i compartides universalment eren lògicament impossibles.
Al mateix temps que els estructuralistes literaris es van aixecar amb l'estructura de la història, també hi havia el postmodernisme i el post-postmodernisme, que sovint discutien sobre la naturalesa de les històries i què podrien ser les estructures de la història. Alguns autors, com John Gardner, van defensar l'ús d'ambdós com a The Art of Fiction (1983).
Les idees d'això es van compartir durant les dècades següents, cosa que va portar a escriptors com Save the Cat de Blake Snyder que van aportar llenguatge com "Story Beats".
Tanmateix, altres estructures de la història es van fer més conegudes entre els anys 2010 i 2020 quan els escriptors de la diàspora europeus i europeus van conèixer estructures de la història com el kishotenketsu, que es deia que s'utilitzava en pel·lícules com, Everything Everywhere All Once. 

## Categories
La majoria de les formes de narrativa es divideixen en dues categories principals: narrativa lineal i narrativa no lineal. Altres formes també inclouen la narració interactiva i la narració interactiva.
- La narrativa lineal és la forma més comuna de narració, on els esdeveniments es representen en gran part en un ordre cronològic explicant els esdeveniments en l'ordre en què es van produir.
- La narració no lineal, la narració desarticulada o la narració interrompuda és una tècnica narrativa on els esdeveniments es representen fora d'ordre cronològic o d'altres maneres en què la narració no segueix el patró de causalitat directa.
- La narració interactiva es refereix a una obra on la narració lineal està impulsada per, en lloc d'influir per, la interacció de l'usuari.
- La narrativa interactiva és una forma de ficció en la qual els usuaris poden prendre decisions que influeixen en la narració (per exemple, a través de trames alternatives o donant lloc a finals alternatius) a través de les seves accions.

### Narrativa lineal
Els flashbacks, sovint confosos amb narracions reals, no són estrictament lineals, però el concepte es basa en una comprensió fonamentalment lineal de la narració. Un exemple seria Citizen Kane d'Orson Welles. Tot i que algunes pel·lícules semblen obrir-se (molt breument) amb el final, les pel·lícules de flashback gairebé immediatament tornen al principi de la història per procedir linealment a partir d'aquí. Normalment, la pel·lícula continuarà més enllà del suposat "final" que es mostra al començament de la pel·lícula.

### Narrativa no lineal
El cinema només pot proporcionar la il·lusió a través de la narrativa trencada, un exemple famós d'això és la pel·lícula Pulp Fiction de 1994. La pel·lícula és ostensiblement tres històries breus, que, si una inspecció més de prop, en realitat són tres seccions d'una història amb la cronologia dividida; Quentin Tarantino construeix la narració sense recórrer a les tècniques clàssiques de "flashback".
Un intent encara més ambiciós de construir una pel·lícula basada en una narrativa no lineal és la pel·lícula francesa de 1993 d'Alain Resnais Smoking/No Smoking. La trama conté desenvolupaments paral·lels, jugant amb la idea del que podria haver passat si els personatges haguessin triat diferents.
Fora del cinema, algunes novel·les també presenten la seva narrativa de manera no lineal. La professora d'escriptura creativa Jane Alison descriu "patrons" narratius no lineals com ara espirals, ones i meandres al seu llibre de 2019 Meander, Spiral, Explode: Design and Pattern in Narrative. Els capítols de la novel·la de Chitra Banerjee Divakaruni Abans de visitar la deessa no estan organitzats en funció de la seqüència lineal d'esdeveniments, sinó d'una manera que compleix certes tècniques literàries. Això permet que els personatges de la novel·la tinguin una línia de temps creïble alhora que utilitzen les tècniques que fan que una història sigui agradable.

### Narració interactiva
En les obres de narració interactiva, només hi ha una única història, però el mètode de presentació exigeix que l'usuari participi activament per obtenir la següent part de la narració, o bé que uneixi les diferents peces que té per formar una història coherent.
Aquest és l'enfocament narratiu de diversos videojocs moderns. El jugador ha de complir un objectiu, completar una tasca, resoldre un trencaclosques o superar un nivell abans que la història pugui continuar.

### Narrativa interactiva
Una narració interactiva es caracteritza per una estructura ramificada, on un únic punt de partida pot desembocar en múltiples desenvolupaments i finals. El principi fonamental d'aquests jocs és que, a cada etapa de la història, l'usuari pren decisions que fan avançar la narració, donant lloc a una nova sèrie d'opcions. Ser autor d'una narració o diàleg no lineal implica, per tant, imaginar un nombre indefinit d'històries paral·leles.
En un llibre de jocs, es demana als lectors que tornin a una pàgina específica segons l'elecció que vulguin fer per continuar la història. Normalment, aquesta elecció es basa en una acció més que en un diàleg. Per exemple, l'heroi pot sentir un soroll en una altra habitació i ha de decidir si obre la porta per investigar, fuig, o demana ajuda. Aquest tipus d'experiència interactiva en una història és possible tant en videojocs com en llibres (on el lector pot passar les pàgines lliurement), però és menys adaptable a altres formes d'entreteniment. El teatre d'improvisació ofereix una llibertat similar, però, per descomptat, no es pot considerar com una obra d'autor en el sentit tradicional.

## Narrativa gràfica
Una narració gràfica senzilla, com en els còmics, té quatre etapes: una introducció dels personatges i una descripció d'una situació; la introducció d'un problema, una oportunitat inesperada o una altra complicació a la situació; una resolució en forma de resposta parcial o completa al problema per part d'un o més dels personatges; i el desenllaç, les conseqüències de la resposta que deixa clar l'èxit, l'èxit parcial, el no èxit o l'èxit incert de la resposta. Aquesta quarta etapa també pot mostrar com ha canviat la situació original a causa del que ha passat en les etapes de Complicació i Resolució de la narració.
En una narració senzilla, les quatre etapes apareixen ordenades. És a dir, la seqüència de la narració o presentació segueix la cronologia de l'explicat. En una història més complexa, l'ordre de la narració pot variar. Per exemple, aquesta història pot començar amb el Desenllaç i després presentar la situació, la complicació i la resolució en un flashback. Però aquest no és el cas d'una simple narració.